# Cosmosoma regia
Cosmosoma regia là một loài bướm đêm thuộc phân họ Arctiinae, họ Erebidae.